# Eggestedt
Eggestedt ist ein Ortsteil der Gemeinde Schwanewede im Landkreis Osterholz in Niedersachsen. Seit der niedersächsischen Gebietsreform gehört der Ort zu Schwanewede.

## Lage
Durch das Ortsgebiet fließt die Blumenthaler Aue.

## Geschichte
Im Jahre 1273 wurde der Ortsname zum ersten Mal urkundlich erwähnt. Grabungsfunde mit einem Urnenfriedhof und sechs Hügelgräber belegen aber, dass das Ortsgebiet bereits in der Bronzezeit besiedelt war.
Eggestedt ist ein sehr altes Bauerndorf. Insgesamt 15 Vollbauernhöfe prägten früher das Leben des Dorfes. Die Zahl der Höfe hat sich aber inzwischen auf zwei Höfe reduziert. Trotz dieser kleinen Gemeinschaft gab es In Eggestedt bereits um 1750 eine Winterschule, die später auch von Brundorfer Kindern besucht wurde.
Im Jahre 1892 erhielt der Ort ein neues Schulhaus. Die Eggestedter Schule war aufgrund der geringen Kinderzahl immer gefährdet. Während des Zweiten Weltkrieges musste der Lehrer mit seinen acht Schulkindern nach Schwanewede umziehen. 
Eggestedt liegt in einem sehr interessanten geologischen Gebiet, einem sogenannten eiszeitlichen Oos. Es handelt sich dabei um Schwemmsände, die sich in den Schmelzwasserrinnen unterhalb eines Gletschers angesammelt haben. Mit diesen Sand- und Kiesvorkommen ist Eggestedt – wie es ein Chronist festhielt – zugleich gesegnet und gestraft. Nur wenige kleine Orte hatten und haben ein so gut ausgebautes Straßennetz.
Am 1. März 1974 wurde Eggestedt in die Gemeinde Schwanewede eingegliedert.
Eggestedt hatte am 30. Juni 2007 186 Einwohner. Stand 30. Juni 2012 waren es 183 Einwohner. Hier befand sich eine Standortschießanlage des Standortes Schwanewede sowie ein Munitionsdepot.

## Wirtschaft und Infrastruktur

### Wirtschaft
In Eggestedt gibt es einen Tagebaubetrieb, in dem Sand und Kies abgebaut wird, und mehrere touristisch relevante Einrichtungen, darunter zwei Schullandheime.

### Verkehr
Eine VBN-Buslinie mit drei Haltestellen verbindet Eggestedt mit dem Kernort von Schwanewede, mit östlich gelegenen Schwaneweder Ortsteilen und mit Osterholz-Scharmbeck. Eggestedt ist über eine nahegelegene Anschlussstelle der östlich verlaufenden A 27 erreichbar. Die Landesstraße L 149 verläuft südlich vom Ort.